# Ghaffar Djalal
Ghafar Djalal ol-Saltaneh (persisch غفار جلال علاء‎; * 1882; † 1948) war ein iranischer Diplomat.

## Werdegang
Von 1921 bis 1922 war Djalal Gesandter in Stockholm. 1923 war er Gesandter im faschistischen Rom.

## Zerstörung des Friedhofes von Mekka
Von 1924 bis 1929 war Djalal Gesandter in Kairo. Beim Aufstand der Ichwān 1925 zerstörte das Regime von Abd al-Aziz ibn Saud den Friedhof von Mekka, Baqīʿ al-Gharqad. Djalal diskutierte dies mit Mirza 'All Akbar Khan Bahman, seinem Nachfolger als Gesandter in Kairo und Habibullah Khan Hoveida, dem persischen Generalkonsul in Palästina, beim Saudischen Regime in Dschidda. Von 1930 bis 12. Juni 1933 leitete er die Abteilung anglophone Staaten im Außenministerium. Am 12. Juni 1933 wurde er als Gesandter in Washington, D.C. akkreditiert.

## Verhaftung des iranischen Gesandten
Am 27. November 1935 wurden Djalal nach einem Disput mit der Verkehrspolizei unter Missachtung seiner diplomatischen Immunität Handschellen angelegt und inhaftiert. Er befand sich auf dem Rückweg von New York City nach Washington, D.C., als sein Kraftfahrzeug von der Polizei angehalten wurde, da sein Chauffeur in der geschlossenen Ortschaft Elkton, Maryland, Cecil County, zu schnell gefahren sei. Die Details, die zwischen den Polizisten und dem Diplomaten ausgetauscht wurden, werden von verschiedenen Quellen berichtet.

## Hintergrund
In der Folge dieser Verhaftung und der immer schlechter werdenden Beziehungen zwischen dem Iran und den USA stellte Reza Schah Pahlavi im März 1936 seine diplomatischen Beziehungen zum Kabinett Franklin D. Roosevelt ein. Erst 1939 war der Iran wieder um bessere Verbindungen zu den USA bemüht.